# Matthias Schröder
Matthias Schröder, död 1703 i Säby socken, Småland, var en svensk byggmästare i Säby socken, Småland.

## Biografi
Bodde före 1695 i Siggarp, Säby. Omkring år 1695 flyttade han till Falla Norrgård. Schröder avled 1703 i Säby.

### Familj
Schröder gifte sig första gången omkring 1660 med Anna (död 1669). Schröder gifte sig andra gången 28 december 1671 i Säby med Elin Josefsdotter Osaengia (Oos).

## Verklista
- 1681 - Klockstapel vid Rinna kyrka.
- 1681 - Klockstapel vid Ödeshögs kyrka.
- 1687 - Ekebyborna kyrka. Nytt tak på långhuset och en tornspira.
- 1687 - Klockstapel vid den gamla kyrkan intill den nuvarande Västra Ryds kyrka.
- 1699 - Klockstapel vid Hogstads kyrka. Den revs 1787 när tornet till kyrkan byggdes.